# 메노르카 축구 국가대표팀
메노르카 축구 국가대표팀(스페인어: Selección de fútbol de Menorca)은 스페인에 있는 메노르카섬을 대표하는 축구팀이다. 이 팀은 FIFA 및 유럽 축구 연맹 회원국이 아니기 때문에 FIFA 및 유럽 축구 연맹이 주관하는 대회에는 참가하지 않는다. 아일랜드 게임 축구에는 5번 출전하여 2015년 대회에서 동메달을 차지하였다.